# Jaap van Dijk (natuurbeschermer)
Jaap van Dijk (Amsterdam, 1922 - 9 oktober 1967) was een Nederlands natuurbeschermer.

## Leven en werk
Jaap van Dijk werd in een Amsterdams arbeidersmilieu geboren. Hij volgde een opleiding tot preparateur (analist) en werkte daarna in een bloembollenlaboratorium. Daarnaast verrichtte hij inventariserend  botanisch onderzoek in onder meer Twente en de Vechtplassen. Hij vervolgde zijn loopbaan bij de afdeling Landschapsverzorging van de ANWB, de Contact-Commissie voor Natuur- en Landschapsbescherming en vanaf 1947 bij Natuurmonumenten, dit laatste op voorspraak van zijn vriend en ecoloog-natuurbeschermer Victor Westhoff. Ook was hij actief bij het NIVON en de IVN op het gebied van natuureducatie. Van Dijk speelde een belangrijke rol bij de totstandkoming van het natuurgebied De Wieden.

## Natuureducatie
Van Dijk heeft zich een groot deel van zijn leven beziggehouden met natuureducatie. Hij organiseerde tentoonstellingen, werkte mee aan het blad Natuur & Landschap en was bestuurslid van de Bond van Natuurbeschermingswachten.
Hij was in 1960 samen met Jan Nijkamp de oprichter van het IVN, de opvolger van deze bond. Daarbinnen richtte hij zich vooral op de organisatie van zogenaamde natuurbeschermingswerkkampen waar vrijwilligers zich bezighielden met rooien, kappen, maaien en graven als onderdeel van het beheer van natuurmonumenten.
Binnen het  Instituut voor Arbeidersontwikkeling (IVAO), de voorloper van het NIVON, behoorde hij met onder anderen Jan P. van Blijdestijn tot de drijvende krachten achter het natuurhistorisch werk. Hij startte bijvoorbeeld een serie natuurboekjes, waaronder 'Planten om ons heen' en 'Langs de vloedlijn'

## Nationaal Park De Wieden
Van Dijk heeft zich ingezet voor de oprichting van het nationale park De Wieden. Hij was degene die na moeilijke onderhandelingen de gronden voor een natuurreservaat van 3000 ha in Noordwest-Overijssel wist te verwerven. Daarna gaf hij vorm aan het beheer van het gebied, inclusief het biologisch beheer, de organisatie van het onderzoek en het overleg met regionale overheden. Het was tevens een van de gebieden waar - in dit geval om de dichtgroeiende trilvenen te herstellen - door hem natuurbeschermingswerkkampen werden georganiseerd. Als onderdeel van de natuureducatie in deze regio maakte hij een plan voor een educatief centrum bij het Beulakerpad in Vollenhove. Op weg naar de vergadering waar zijn plan besproken zou worden overleed hij bij een verkeersongeluk.